# Oroiu
Oroiu – wieś w Rumunii, w okręgu Marusza, w gminie Band. W 2011 roku liczyła 320 mieszkańców.